# Тангейзер
Тангейзер, иначе Таннхойзер, Тангузер (нем. Tannhäuser, Tanhüser) — немецкий средневековый поэт периода позднего миннезанга. Его жизнь и личность стали темой для немецких народных легенд и сказаний, связанных, с одной стороны, с преданиями о горе Герзельберг, или Венериной горе, близ Вартбурга, с другой стороны — с легендами о «Вартбургской войне» или состязании поэтов. Наиболее известен по одноимённой опере Рихарда Вагнера.

## Историческое лицо

### Биография
Исторически достоверный миннезингер Тангейзер родился в начале XIII века и умер во всяком случае ранее 1273 года (до воцарения Рудольфа Габсбурга). Предположительно, он происходил из австрийско-баварского дома баронов Тангузенов. Вместе с германским императором Фридрихом II в 1228 году участвовал в Шестом крестовом походе. Как сторонник императора, постоянно ссорившегося с римскими папами, Тангейзер не мог благоволить к Риму. Возможно, он имел неприятное столкновение с каким-либо папой, например, и с папой Урбаном IV, занимавшим римский престол с 1261 по 1264 год и играющим важную роль в легенде о Тангейзере. Главным покровителем Тангейзера был Фридрих Воинственный (нем. der Streitbare), герцог австрийский, последний из графов Бабенбергов; в своих песнях Тангейзер заявляет, что ему были пожалованы герцогом деревня и имение.
После смерти своего мецената (в 1246 году) Тангейзер, по словам собственных песен, «проел и прозаложил своё имение, так как ему очень дорого стоили красивые женщины, хорошее вино и вкусные закуски и дважды в неделю баня»; он впал в нужду и вынужден был скитаться странствующим рыцарем, причём домохозяева более радовались его уходу, чем приходу. Покровителя, подобного герцогу Фридриху, Тангейзер уже не мог найти, хотя из его песен видно, что к нему благоволили император Фридрих Второй и другой враг Рима — Оттон II Светлейший (нем. der Erläuchtete), герцог баварский. Тангейзер с гордостью заявляет в своих песнях, что, будучи верным приверженцем Гогенштауфенов, не пойдёт искать покровительства в Тюрингию. В «Вартбургской войне» (1206 или 1207 год) Тангейзер, вероятно, не участвовал: в то время он был ребёнком. Говоря о Тюрингии, Тангейзер, очевидно, подразумевает потомков ландграфа тюрингенского и пфальцграфа саксонского Германа I, устроителя вартбургского состязания певцов, умершего в 1217 году.

### Творчество
Тангейзеру приписывается шесть лейхов, шесть лирических песен (Minnelieder), три шпруха и одна песня о Крестовом походе. Они сохранились в Манесском кодексе, без музыки (только стихи). Там же находится миниатюра, изображающая Тангейзера в одежде крестоносца. В позднейших рукописях Тангейзеру также приписывается ряд стихов и мелодий, в том числе, «Ez ist hivte eyn wunnychlicher Tac» (так называемая «Песнь покаяния») и «долгий тон» («Langer Ton»; впервые регистрируется в рукописях мейстерзингеров XVI—XVII веков). 
Сохранившиеся тексты, а также приписываемые ему (неаутентичные) мелодии опубликованы в издании: Tannhäuser, hrsg. v. H. Lomnitzer and U. Müller. Göppingen, 1973.

## В легендах

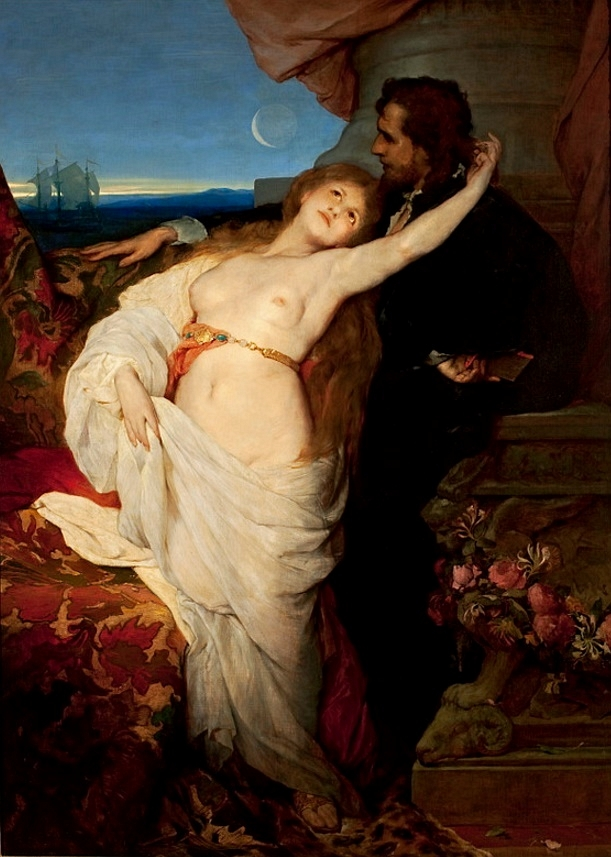
Габриэль Макс, «Тангейзер», около 1878

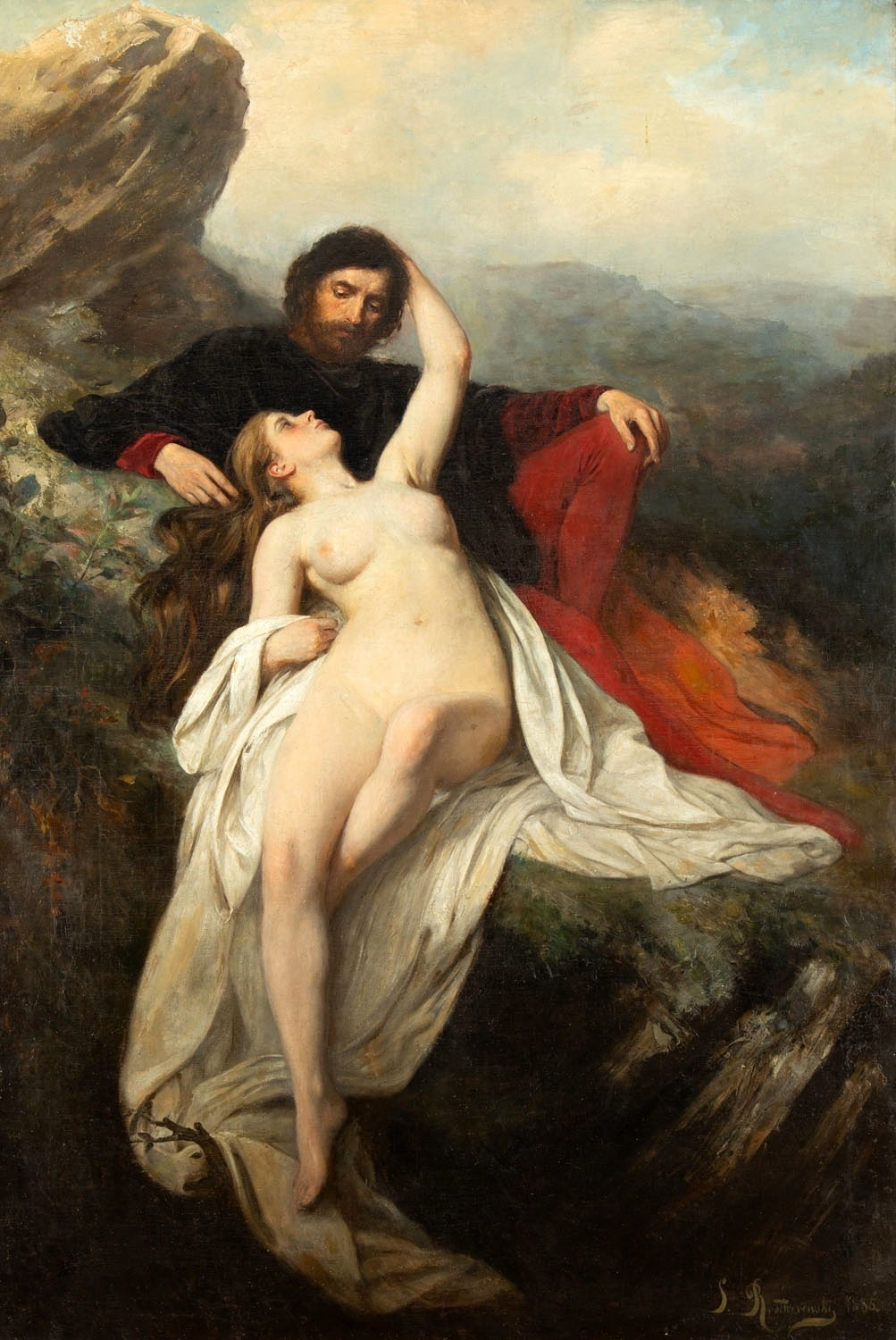
Станислав Ростворовский, «Тангейзер и Венера», 1885

Народная южно-германская фантазия связала исторического Тангейзера с преданиями о горе Герзельберг (нем. Hörselberge, от нем. Ursel — непотухшая, огненная зола), расположенной между городами Эйзенахом и Готой неподалёку от Вартбурга, в Тюрингенском Лесу. Эта гора, имеющая вид продолговатого гроба, известна в простонародье под именем Венериной горы (нем. Venusberg); в ней есть пещера, где слышится шум подземных ключей; народная фантазия услышала в этом шуме стоны грешников и нечестивые клики адской радости, а во мраке грота увидела адское пламя; гора прослыла входом в чистилище и обиталищем прекрасной языческо-германской богини Гольды (нем. Holde, Frau Holla) или классической богини Венеры; в этой-то пещере исчезает, по народному поверью, ночной поезд «дикой охоты» (нем. die Wilde Jagd), предводимый богиней Гольдой.

### Фабула предания
Сюжет южно-германского предания о Тангейзере следующий. Однажды миннезингер Тангейзер, идя в Вартбург на состязание певцов, увидел у Герзельберга богиню Венеру (госпожу Венеру, нем. Frau Venus), которая завлекла его к себе в грот; там он пробыл семь лет в забавах и развлечениях. Боязнь, что он погубил свою душу, побудила его расстаться с богиней и искать отпущения грехов в Риме, у папы Урбана. Папа с негодованием отказал в этой просьбе, сказав, что скорее его папский посох даст свежие побеги, чем Бог простит такого великого грешника. Тангейзер с горя вернулся к божественной, прекрасной и очаровательной Венере в Герзельберг. Тем временем посох пустил побеги, и папа велел отыскать прощённого Богом грешника — но его уже не могли найти. Тангейзер должен остаться в Герзельберге до Страшного Суда, когда Господь окончательно решит его участь. Ко входу в пещеру Герзельберга приставлен добрый гений германских сказаний, «верный Эккарт» (нем. der treue Eckart), никого не допускающий в пещеру. В этой сказке проявляются свойственные Средневековью настроения: томление по античному и родному (германскому) язычеству и недовольство аскетическою суровостью духовенства.

### Обработки
Народные и искусственные обработки этого сказания в виде песен о Тангейзере появляются в Германии очень рано, с XIV или XV века; кажется, первая печатная «Das Lied von dem Danhewser» относится к 1515 году. Легенда, связавшая миннезингерские подвиги Тангейзера со двором тюрингенского ландграфа Германа и с «Вартбургской войной» — более позднего происхождения, чем легенда о Тангейзере и Венере. Рихард Вагнер в своей опере «Тангейзер, или состязание певцов в Вартбурге» соединил легенду о Тангейзере с легендой о «Вартбургской войне», отождествив личность Тангейзера с личностью легендарного миннезингера Генриха фон Офтердингена.
Романтическая опера Вагнера заметно оживила интерес к личности Тангейзера и к литературе о нём; аскетическая тенденция либретто Вагнеровской оперы не соответствует, однако, жизнерадостному и гуманному духу народной легенды о Тангейзере.
Той же легендой о Тангейзере пользовались другие писатели:
- Генрих Гейне в знаменитом, слегка юмористическом стихотворении «Тангейзер» (1836);
- Людвиг Тик в новелле «Верный Эккарт и Тангейзер» (1799);
- Эйхендорф в новелле «Мраморная статуя» (1819);
- Гофман в рассказе «Состязание певцов»;
- Новалис (оба последних писателя говорят о Генрихе Офтердингене, не отождествляя его с Тангейзером);
- Франкль в эпопее «Тангейзер»;
- Мангольд в либретто к опере «Тангейзер» (музыка Дуллера);
- лирик Эмануэль Гейбель и многие др.